# 176
176（百七十六、ひゃくななじゅうろく）は、自然数、また整数において、175の次で177の前の数である。

## 性質
- 176 は合成数であり、約数は 1, 2, 4, 8, 11, 16, 22, 44, 88 と 176 である。
  - 約数の和は372。
    - 40番目の過剰数である。1つ前は174、次は180。

  - 素数を除いて σ(n) − n が平方数になる19番目の数である。1つ前は153、次は194。ただしσは約数関数。(オンライン整数列大辞典の数列 A048699)
- 11番目の五角数である。1つ前は145、次は210。
  - 176 = 11 + 12 + 13 + 14 + 15 + 16 + 17 + 18 + 19 + 20 + 21
- 8番目の八角数である。1つ前は133、次は225。
- 正九十角形の内角は176°である。
  - 正 n 角形において内角が度数法で整数になる19番目の角度である。1つ前は175°、次は177°。(オンライン整数列大辞典の数列 A110546)
- 1/176 = 0.005681… (下線部は循環節で長さは2)
  - 逆数が循環小数になる数で循環節が2になる12番目の数である。1つ前は165、次は198。(オンライン整数列大辞典の数列 A070022)
- 1762 + 1 = 30977 であり、n2 + 1 の形で素数を生む32番目の数である。1つ前は170、次は180。
- 約数の和が176になる数は1個ある。(129) 約数の和1個で表せる40番目の数である。1つ前は174、次は183。
- 各位の和が14になる9番目の数である。1つ前は167、次は185。
- 各位の積が各位の和の3倍になる4番目の数である。1つ前は167、次は195。(オンライン整数列大辞典の数列 A062035)
- 176 = 42 + 42 + 122
  - 3つの平方数の和1通りで表せる62番目の数である。1つ前は172、次は180。(オンライン整数列大辞典の数列 A025321)
- 176 = 11 × 24
  - n = 4 のときの 11 × 2n の値とみたとき1つ前は88、次は352。(オンライン整数列大辞典の数列 A005015)
  - p4 × q の形で表せる5番目の数である。1つ前は162、次は208。(オンライン整数列大辞典の数列 A178739)
  - 176 = 11 × 42
    - n = 2 のときの 11 × 4n の値とみたとき1つ前は44、次は704。(オンライン整数列大辞典の数列 A002089)
- 3桁以上の数で最大桁と最小桁で作る数で元の数を割り切れる17番目の数である。1つ前は170、次は180。(オンライン整数列大辞典の数列 A108343)
例．176 ÷ 16 = 11
  - 17…76 の形の数はすべて16の倍数である。(例．17…76 = 11…11 × 16)
- 176 = {\displaystyle \sum _{k=0}^{7}(k^{2}+k+1)}
  - n = 7 のときの {\displaystyle \sum _{k=0}^{n}(k^{2}+k+1)} の値とみたとき1つ前は119、次は249。(オンライン整数列大辞典の数列 A006527)
- 176 = 152 − 49
  - n = 15 のときの n2 − 49 の値とみたとき1つ前は147、次は207。(オンライン整数列大辞典の数列 A098848)

## その他 176 に関連すること
- 西暦176年
- 第176代ローマ教皇はインノケンティウス3世（在位：1198年1月8日～1216年7月16日）である。
- W176 - 3代目メルセデス・ベンツ・Aクラス
- 年始から数えて176日目は6月25日、閏年は6月24日。